# Puchały Nowe
Puchały Nowe – wieś w Polsce położona w województwie podlaskim, w powiecie bielskim, w gminie Brańsk.
W latach 1975–1998 miejscowość administracyjnie należała do województwa białostockiego.
Wierni kościoła rzymskokatolickiego należą do parafii pw. Najświętszej Maryi Panny Królowej Świata w Szmurłach.